# Mitrofanowa (Kursk)
Mitrofanowa (russisch Митрофанова) ist ein Dorf (derewnja) in der Oblast Kursk in Russland. Es gehört zum Rajon Prjamizyno und ist Sitz der Landgemeinde (selskoje posselenije) Katyrinski selsowjet.

## Geographie
Der Ort liegt gut 22 km Luftlinie südwestlich des Oblastverwaltungszentrums Kursk im südwestlichen Teil der Mittelrussischen Platte, 6 km westlich des Rajonverwaltungszentrums Prjamizyno, 67 km von der Grenze zwischen Russland und der Ukraine, im Becken des Seim (linker Nebenfluss der Desna).

### Klima
Das Klima im Ort ist wie im Rest des Rajons kalt und gemäßigt. Es gibt während des Jahres eine erhebliche Niederschlagsmenge. Dfb lautet die Klassifikation des Klimas nach Köppen und Geiger.

## Bevölkerungsentwicklung
| Jahr | Einwohner |
| ---- | --------- |
| 2002 | 317       |
| 2010 | ▼309      |

Anmerkung: Volkszählungsdaten

## Verkehr
Mitrofanowa liegt 16,5 km von der Fernstraße föderaler Bedeutung M2 „Krim“ (ein Teil der Europastraße E105), an der Straße regionaler Bedeutung 38K-017 (Kursk – Lgow – Rylsk – Grenze zur Ukraine) und 0,5 km von der nächsten Eisenbahnhaltestelle 439 km (Eisenbahnstrecke Lgow-Kijewskij – Kursk) entfernt.
Der Ort liegt 121 km vom internationalen Flughafen von Belgorod entfernt.